# Sinoneoneurus
Sinoneoneurus är ett släkte av steklar. Sinoneoneurus ingår i familjen bracksteklar.
Kladogram enligt Catalogue of Life:
| Sinoneoneurus | \| \| Sinoneoneurus obscuripennis \| \| \| \| \| \| Sinoneoneurus pallidipennis \| \| \| \| |
|               | \| \| Sinoneoneurus obscuripennis \| \| \| \| \| \| Sinoneoneurus pallidipennis \| \| \| \| |
|               | Sinoneoneurus obscuripennis                                                                 |
|               |                                                                                             |
|               | Sinoneoneurus pallidipennis                                                                 |
|               |                                                                                             |